# Bernis (Gard)
Bernis é uma comuna francesa na região administrativa de Occitânia, no departamento de Gard. Estende-se por uma área de 12,8 km². Em 2010 a comuna tinha 3 452 habitantes (densidade: 269,7 hab./km²).